# Dorotea Bucca
Dorotea Bucca, auch Dorotea Bocchi war angeblich im 15. Jahrhundert eine Dozentin für Medizin und Philosophie an der Universität Bologna.
Nach einer verbreiteten Version ihrer Geschichte wurde sie 1360 in Bologna geboren. Ihr Vater Giovanni Bucca war ein Dozent an der Universität Bologna, der Medizin und Philosophie unterrichtete und einen großen Ruf gehabt habe. Seine Tochter Dorotea machte im Studium von Medizin und Literatur solche Fortschritte, dass sie sich den Titel eines Doktors verdiente. Sie hielt auch eine Probevorlesung mit so großem Erfolg, dass sie 1390 beim Tode ihres Vaters dessen Lehrstuhl für Philosophie und Medizin übernahm und dafür ein für diese Zeit hohes Gehalt von 100 Lire erhielt. Den Lehrstuhl hätte sie 46 Jahre bis zu ihrem Tod 1436 inne und war dabei so erfolgreich, dass sie Studenten aus allen Teilen Europas anzog.
Von ihr sind weder Schriften überliefert noch Mitteilungen über sie von Zeitgenossen. Der einzige Hinweis findet sich in der Ausgabe von Giovanni Boccaccios Delle Donne Illustri (Über berühmte Frauen). Boccaccio starb zwar schon 1375, als Dorotea Bucca noch sehr jung gewesen sein musste bzw. noch gar nicht geboren war, das Buch von Boccaccio war aber bei der Veröffentlichung 1596 unter anderem von Francesco Serdonati, einem Lehrer der Grammatik, ergänzt worden. Das Buch erschien bei Filippo Giunti in Florenz und war von Giuseppe Betussi aus dem Lateinischen übersetzt worden. Nach Ansicht von Arnaldo Casali könnte der Grund, warum sie fast vergessen wurde, darin liegen, dass ihr Wirken relativ konfliktfrei verlief und sich so nicht wie bei anderen Frauen des Mittelalters ein Überlieferungsanlass ergab. Der Eintrag von Serdonati ist der früheste bekannte Hinweis auf sie. Danach war sie die Tochter des Dozenten der Philosophie und Medizin in Bologna Giovanni Bucco, der einen großen Ruf gehabt habe. Dorotea studierte ebenfalls Literatur mit so großem Erfolg, dass sie sich nach Serdonati den Titel eines Doktors der Philosophie verdiente. Sie hielt nach Serdonati 1436 eine öffentliche Vorlesung und setzte ihre Lehrtätigkeit viele Jahre fort und zog Gelehrte aus ganz Europa an.
Tommaso Duranti bezweifelt die Professur von Dorotea Bucca und hält ihre Geschichte für einen Mythos und ein Relikt von Biographen über Frauen in der frühen Neuzeit, die damit lokalen Familien, Städten, Universitäten  oder anderen Institutionen Prominenz verleihen wollten. Er konnte weder in den veröffentlichten Quellen, noch im Staatsarchiv von Bologna noch sonstigen Archiven Hinweise finden, auch nicht in den Stadtchroniken des 16. und 17. Jahrhunderts. Der Vater Giovanni di Bocchino Bocchi ist dagegen belegt für 1390 aus einem Verzeichnis von Doktoren der Philosophie und Medizin des 17. Jahrhunderts und für 1395 als Mitglied des Ärztekollegiums in Bologna, und ab 1398 ist auch nachgewiesen, dass er Vorlesungen in Medizin hielt  (er ist auch für 1424 als Mitglied der Artistenfakultät nachweisbar, hielt aber den vorhandenen Quellen nach nie Vorlesungen über Philosophie), und er ist mindestens bis zum Jahr 1433/34 als Dozent nachweisbar. Diese Lebensdaten des Vaters widersprechen der oben angegebenen verbreiteten Version der Biographie von Dorotea Bucca. Über von ihrem Vater verfasste Werke ist nichts bekannt, und auch sein Testament ist nicht erhalten. Es gibt keinen Nachweis eines anderen Universitätsdozenten mit diesem Namen in der fraglichen Zeit in Bologna.
1606 veröffentlichte der in Venedig lebende spanische Geistliche  Pedro Pablo de Ribera ein Buch über berühmte Frauen Le Glorie immortali, in der er angibt, dass sie Medizin lehrte, allerdings ohne explizit auf einen Doktortitel hinzuweisen. Er gibt an, dass sie etwa ab 1417 wirkte. Ein anderer Autor, Francesco Agostino Della Chiesa in seinem Theatro delle Donne von 1620 gibt an, dass sie ab 1419 lehrte. Hylarion de Coste wiederholt dagegen in seinen Les Eloges et les vies ... des dames illustres von 1647 die Version von Serdonati. Um 1650 datierte Antonio Masini den Beginn ihrer Vorlesungen noch früher auf 1350, und weitere Autoren schmückten das noch aus mit Studenten aus ganz Europa, die bei ihr Vorlesungen gehört haben sollten.

## Rezeption in der Kunst
In der modernen Rezeption widmet Judy Chicago ihr eine Inschrift auf den dreieckigen Bodenfliesen des Heritage Floor der Installation The Dinner Party. Die mit dem Namen Dorotea Bucca beschriftete Porzellanfliese ist dem Platz mit dem Gedeck für Isabella d’Este zugeordnet.
Eine Büste von ihr aus den 1680er Jahren befindet sich im Palazzo Masetti Calzolari in Bologna.